# Emmy Engel-Hansen
Emmy Engel-Hansen, geborene Hansen (geboren 1902; gestorben 1989) war eine deutsche Rechtsanwältin, Frauenrechtlerin und Mitglied des Hessischen Staatsgerichtshofs.

## Leben

### Ausbildung und juristischer Werdegang
In ihrer Jugendzeit erhielt Emmy Hansen eine Klavierausbildung am Konservatorium und erlangte 1922 die „Lehrbefähigung für Lyzeen“. Schließlich studierte sie Volks-, Rechtswissenschaft und Psychologie in München. 1927 legte sie das juristische Referendarexamen in Frankfurt am Main ab und 1930 das Assessorexamen in Berlin, was seit 1922 für Frauen möglich war.
Gemeinsam mit Ehemann Ernst Engel eröffnete sie 1931 eine Rechtsanwaltskanzlei in Frankfurt am Main, die sie bis 1985 gemeinsam führten. Ab 1936 wurden ohne rechtliche Grundlage, nur auf Bestimmung von Hitler keine Frauen mehr zum Assessorexamen zugelassen. Nur zwölf Frauen hatten ihre juristische Ausbildung vor 1936 abgeschlossen. Engel-Hansen war eine von ihnen. Sie konnte weiter als Rechtsanwältin tätig sein.
Engel-Hansen war Gegnerin des Nationalsozialismus und verbot ihren Töchtern, an Veranstaltungen des Bundes Deutscher Mädel (BDM) teilzunehmen.
Engel-Hansen wurde am 13. Oktober 1948 auf Vorschlag der CDU-Fraktion vom Hessischen Landtag zum stellvertretenden nicht richterlichen Mitglied des Staatsgerichtshofs des Landes Hessen gewählt. Sie hatte dieses Amt inne bis 1951.

### Engagement für Frauenrechte
Die Gleichberechtigung von Frauen war ein lebenslanges Thema für Engel-Hansen. So war sie Mitglied im Rechtsausschuss des Frauenverbandes Frankfurt, dessen Vorsitzende sie ab 1952 war. 1953 übernahm sie auch den Vorsitz des Hessischen Frauenverbandes und war von 1954 bis 1956 stellvertretende Präsidentin und von 1956 bis 1958 Präsidentin im Bundespräsidium des Deutschen Frauenrings.
Zum Thema Gleichberechtigung auch im Steuerrecht hielt Engel-Hansen auf der Mitgliederversammlung des Deutschen Juristinnenbundes 1954 ein vielbeachtetes Referat zur Neuregelung des Einkommenssteuerrechts. Daraufhin forderte der Juristinnenbund die Ersetzung er Haushaltsbesteuerung durch eine Individualbesteuerung, „da die Haushaltsbesteuerung Ehe und Familie benachteiligt und damit dem Grundgesetz, der Europäischen Konvention zum Schutze der Menschenrechte und der Deklaration der Vereinten Nationen über die Menschenrechte widerspricht“. Mit Carola Fettweis leitete Emmy Engel-Hansen einen Ausschuss, in dem Vorschläge zur Ehegattenbesteuerung erarbeitet wurden. In der Folge erklärte das Bundesverfassungsgericht 1957 den § 26 des Einkommenssteuergesetzes von 1951 für verfassungswidrig, wonach Ehegatten obligatorisch zusammen veranlagt wurden.
Von 1954 bis 1956 war sie zudem Präsidentin von Soroptimist International Deutschland. Auch in der Deutschen Gesellschaft für die Vereinten Nationen Bonn war sie im Vorstand.

### Privates
Engel-Hansen war verheiratet mit Ernst Engel. Die beiden hatten mehrere Töchter.

### Nachlass
Die Sozialwissenschaftlerin Elke Schüller übergab 2010 den Nachlass von Engel-Hansen an die Stiftung Archiv der deutschen Frauenbewegung. Dabei handelt es sich vor allem um Manuskripte zu den Themen Ehe, Ehescheidungs- und Familienrecht. Diese Dokumente wurden erstmals durch das Projekt „Gleichstellungsbestrebungen von Frauen nach 1945 – Sicherung und Aufarbeitung der Frauen(bewegungs)geschichte in Deutschland“ verwendet.

## Veröffentlichungen
- Gleichberechtigung und Stichentscheid des Vaters. In: Soziale Arbeit. Nr. 8, 1959, S. 531.
- Gleichberechtigungsgesetz und Praxis. In: Soziale Arbeit. Nr. 7, 1958, S. 289–294.